# Захарясевич Галина Лук'янівна
Галина-Олена Захарясевич (Захаріясевич) (28 квітня 1910, с. Рахиня, тепер Долинська міська громада, Калуський район, Івано-Франківська область — 10 червня 1968, м. Львів) — українська художниця, поетеса, ілюстраторка, громадська діячка.

## Життєпис
Галина-Олена Захарясевич народилася 28 квітня 1910 року в родині греко-католицького священика Луки Захарясевича. Коли Галині було 10 років, родина виїхала з Рахині на Тернопільщину.  
В 12 років втратила батька. Галину разом з молодшою сестрою Олею взяв під опіку митрополит Андрей Шептицький.  
Навчалась у гімназії сестер Василіянок у Львові, яку закінчила у 1927 році. Під час навчання у Львові вступила в ряди «Пласту»,  займалася графікою, декоративно-прикладним мистецтвом, брала участь у пластових історичних заняттях. 
Навчалась у Львівському політехнічному інституті в студії архітектури й малюнка, отримувала стипендію А. Шептицького.
Протягом 1933 – 1938 років навчалася у Віденській академії мистецтв, де отримала диплом художниці.
У 1938 році одружилася з медиком та письменником Юрієм Липою, через рік переїхала з ним до Варшави. У 1940 році народила доньку Іванку, а у 1943 – доньку Марту. 
Влітку 1943 року виїзжає з родиною в м. Яворів на Львівщині. Літом 1944 року чоловік став членом УГВР (Української Головної Визвольної Ради). 19 серпня 1944 року його заарештували енкаведисти. 21 серпня 1944 року Захарясевич знайшла тіло закатованого чоловіка. 
Померла Галина Захарясевич 10 червня 1968 року у Львові, похована на Личаківському цвинтарі.

## Творчість
Перша персональна виставка Галини Захарясевич відбулася у 1942 році в її майстерні. Було представлено понад 117 творів різного характеру.
Починаючи з 1950-х років мисткиня займалась розписом тканини, досконало володіла технікою розпису батик.
Працювала на Львівському промкомбінаті бригадиркою цеху художнього оздоблення тканини, де розписувала батиком тканини, виготовляла хустки, шалики, обруси, парасольки, торбинки. Художниця працювала олівцем, тушшю, гуашшю і темперою, писала аквареллю та різними комбінованими техніками. Виконувала проєкти для різних текстильних виробів, створювала ескізи орнаментів для гаптів, вишивок, набійок. 
В творчому доробку Галини Захарясевич є проєкти для виробів із благородних металів – золота і срібла, ювелірних зразків, прикрашених емаллю, інтарсією, проєкти тиснення на шкірі тощо. Вона виконувала ескізи художніх меблів, костюмів, дрібних галантерейних предметів.
В останні роки життя Захарясевич працювала над сюїтою, яку присвятила Гуцульщині. Серія цих творів присвячена народним майстрам, які представляли найтиповіші риси мистецької культури Карпат та історії краю («Троїсті музики», «Різьбяр», «Ткаля», «Трембітарі», «Писанкарка», «Цимбаліст», «Букураші», «Довбуш спить», та інші).
Ілюструвала видання народних пісень, коломийок, щедрівок. За сприяння Мирона Кипріяна, головного художника театру ім. Марії Заньковецької, оформила декорації до кількох відомих вистав.

## Вшанування пам'яті
У селі Рахиня іменем Галини Захарясевич названа вулиця та початкова школа, в сільській бібліотеці облаштований музейний куток про її життя і творчість, на фасаді Будинку культури встановлено пам’ятну дошку.
24 грудня 2019 року Львівська обласна рада своїми рішеннями проголосила 2020 рік на Львівщині Роком Івана, Галини та Юрія Лип.